# Kulturális adaptáció
A kulturális adaptáció az, ahogyan az ember alkalmazkodik másik kultúrához, vagy környezetéhez a természeti lehetőség adta korlátok között.
Az adaptáció (a latin 'adaptatio' – 'alkalmazás' szóból) a kultúrában befogadást jelent, vagyis egy kultúrelemnek más kultúrelemekhez vagy egy kultúrkomplexushoz való alkalmazkodása; az elfogadott kulturális elemek beépítése a befogadók saját öröklött kultúrájának megfelelő részével harmonikus egységben, vagy akár az ellentétes viselkedés (negatív adaptáció) megtartásával is, amely azonban elsimul a mindennapi használat specifikus helyzetei szerint.
A kulturális adaptációt, a másik kultúrához való alkalmazkodás fázisait a szakirodalom az úgynevezett U-görbével írja le. E szerint az átmenet folyamata tipikus mintát ír le, ami öt szakaszból áll. Az ehhez alkalmazott stratégiák a következők lehetnek: asszimiláció, szeparáció, integráció, marginalizáció.